# Фес
 Тази статия е за града в Мароко.  За вида шапка вижте Фес (шапка).  
Фес (на арабски: فاس; на френски: Fès) е най-старият от четирите имперски града на Мароко, най-големия в Западна Африка център за ислямска култура и образование. Населението му през 2008 година е 1 008 782 души, трети по големина град в Мароко след Казабланка и Рабат. Той е административен център на региона Фес – Мекнес.

## География
Градът е разделен на три части: Фес ел Бали – старата част, оградена с крепостни стени; Фес Ждид – част от новия Фес, влючващ т.нар. Мела – еврейски квартал в Мароко – място запазило еврейските култура и архитектура, с атмосфера напълно различна от арабската част, наречена медина; Вил Нувел (най-новата част от Фес, създадена от французи).

## Население
- 2004 – 944 376 жители
- 2008 – 1 008 782 жители

## Забележителности
Фес е най-древният императорски град в Мароко. Градът е снован по времето на Идрис II и в него се намират едни от най-красивите сгради в Мароко. Това е религиозен, духовен и културен метропол с най-голямата медина в Мароко. В нея се влиза по малки улички, които водят до лабиринт от пътечки, цветове, стълби и задънени улички, в които трудно прониква слънчева светлина. Този фантастичен свят се е оформил около джамията „Карауин“ с четиринадесетте порти, която може да събере до 22 000 поклоници.
„Карауин“ е не само една от най-известните джамии в Източния свят, тя е и една от най-старите в света. Построена през 859 година и изменена през 956 година, с преустройството си – дело на Алморавидите, през 1135 година тя придобива сегашните си размери. През XII век Маракеш и Фес са столици, където са се помещавали резиденциите на владетелите Алауити. Това ще остави траен артистичен отпечатък върху градовете: издигат се дворци, градини, укрепления, джамии и медресета. Предприемат се работи по реставрацията на много сгради. Благодарение именно на тях се дължи повторното засаждане на градините на Агдал и Менара, построяването на хамами и реставрацията на старите басейни.
Най-голямата забележителност на града е старинния квартал Медина, включен в списъка на ЮНЕСКО.

## Побратимени градове
- Бобо Диоласо, Буркина Фасо (2003)
- Измир, Турция (1995)
- Йерусалим, Израел (1982)[5]
- Кайруан, Тунис (1965)
- Коимбра, Португалия
- Краков, Полша (1985)
- Лахор, Пакистан
- Монпелие, Франция (1961)
- Сейнт Луйс, Сенегал (1979)
- Страсбург, Франция (1961)
- Сувон, Южна Корея (2003)
- Флоренция, Италия (1961)